# Ella Šárková
Ella Šárková, née Eliška Lišková (le 23 septembre 1906 à Prague, Autriche-Hongrie, et morte le 31 octobre 1991, Prague, Tchécoslovaquie), était une actrice tchécoslovaque.

## Biographie

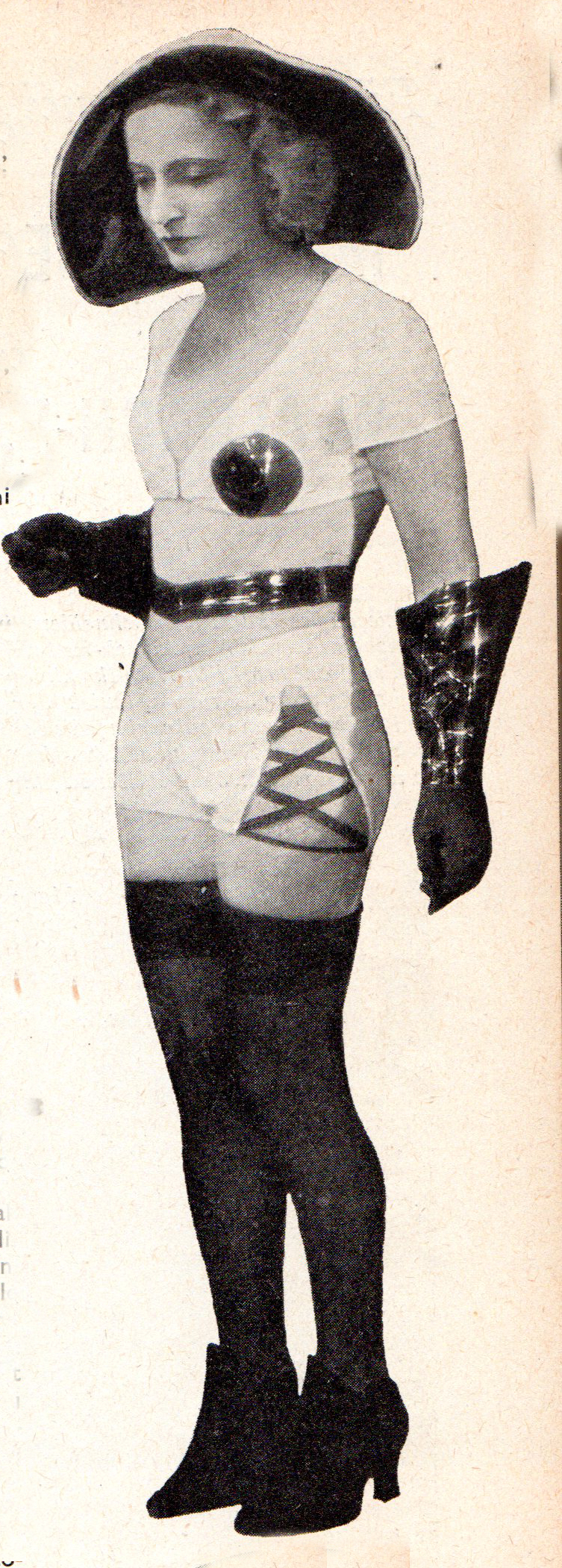
Ella Šárková dans le film de 1931 '

## Filmographie
- 1946 : Pancho se žení : Juanita
- 1983 : L'Après-midi d'un vieux faune